# 查維·加西亞
法蘭斯高·查韋亞·「查維」·費南迪斯（西班牙語：Francisco Javier "Javi" García Fernández，1987年2月8日—），簡稱查維·加西亞（西班牙語：Javi García），出生在穆爾西亞自治區穆拉，西班牙已退役足球運動員，最後效力葡超球隊博維斯塔，司職防守中場及中後衛。

## 球員生涯
加西亞出身自皇家馬德里的青訓系統。他在西甲代表球隊正選上陣過3次，其中包括在2004年11月28日大勝利雲特5-0的主場賽事中處子戰。之後，他在整個2005/06球季都待在皇家馬德里B隊。
2006年，他代表西班牙U19出戰2006年歐洲U-19足球錦標賽並贏得冠軍，這引起了時任皇馬一隊領隊法比奧·卡比路的注意而召回他並進行操練。
他在皇馬的大部分季前熱身賽中上陣，包括正選上陣兩場拉蒙德卡蘭薩杯賽事並與新兵艾馬臣·費拉拿·達羅薩一同鎮中場中路。儘管這樣，他在2006/07球季並未有代表皇馬上陣過一場賽事。
2007/08球季，隨著德拉雷德和格拉内罗先後離開球會，加西亞本來大有機會被提升至一隊，不過卻被領隊伯恩德·蘇斯達所阻撓而未能成事，導致英超球會利物浦、西班牙國內球會馬德里體育會和拉科魯尼亞等球會先後向其出價。2007年8月31日，他最終以250萬歐羅並簽約4年的身價加盟奧沙辛拿以取代因傷缺陣至少6個月的内科南。他在對西維爾的賽事中首次上陣，雙方最終1-1平手。他亦先後在對萊萬特和維拉利爾的賽事中取得入球，分別協助球隊以4-1及3-2的比分勝出。
加西亞的合約當中包含了皇馬可以用400萬歐羅買回他的條款。2008年4月29日，奧沙辛拿宣佈皇馬已經行使了購買權，這意味著加西亞會在2008/09球季重返班拿貝球場。9月24日，他在皇馬大勝希杭7-1的賽事下半場時入替穆罕穆德·迪亞拉而首次聯賽上陣。
2009年7月21日，人才過剩的皇馬將加西亞以700萬歐羅出售至葡萄牙球會賓菲加，他與賓菲加簽約5年。2009/10球季，他在對拿華的賽事進行至最後一分鐘頭鎚建功，協助球隊於主場以1-0的比分擊敗對手並升上第一位。

### 博維斯塔
在终止与贝蒂斯的合同后，加西亚于2020年8月19日加入博維斯塔，重返葡超。他在同年10月25日首次為球隊取得進球，但在同一場比賽被驅逐出場。
2022年6月22日，35岁的加西亚退休。他立即回到本菲卡并加入了新任主教练罗格·施密特的团队。

## 榮譽
皇家馬德里：
- 西班牙超級盃：2008

皇家馬德里B隊：
- 西乙：2004–05

西班牙U19：
- 歐洲U-19足球錦標賽：2006

## 個人
加西亞的表兄是前巴塞隆拿、利物浦和現役桑坦德競技球員路爾斯·加西亞。

## 外部連結
- （英文）BDFutbol profile （页面存档备份，存于）
- （英文）查維·加西亞 – FIFA國際賽競賽紀錄 (存檔)
- （英文）Stats and profile at Zerozero